# Mi vergogno da morire
Mi vergogno da morire (不器用なサイレント?, Bukiyou na silento) è un manga yaoi scritto e disegnato da Hinako Takanaga, pubblicato sulla rivista Be x Boy della casa editrice Libre Shuppan dal 7 settembre 2004 al 7 settembre 2016. In Italia la serie è stata acquistata dalla Magic Press, che l'ha pubblicata dal 31 luglio 2009 al 27 giugno 2019.

## Trama
Satoru Tono è appena stato invitato da Keigo Tamiya ad un appuntamento, ma Satoru rimane impassibile e non dice una parola. La verità è che Satoru è così felice che potrebbe esplodere! Ha avuto una cotta per Tamiya per molto tempo e non aveva mai pensato che i suoi sentimenti fossero ricambiati. Sfortunatamente Satoru non riesce ad esprimere le sue emozioni e parla raramente. Naturalmente questo causa malintesi ed equivoci.

## Personaggi
Satoru Tono (遠野 悟?, Tōno Satoru)
È il protagonista di Bukiyou na Silent. Non riesce ad esprimersi bene e finisce sempre col creare malintesi nella sua storia con il ragazzo, Keigo Tamiya. Nonostante i suoi muscoli facciali non si muovano molto, Satoru è in realtà molto espressivo, non sa però come dirlo a parole. Nel manga, Satoru pensa continuamente a ciò che vuole dire, senza mai riuscirci. Gradualmente mostrerà più emozioni e l'amore per Kiego crescerà fino al punto da fargli dire che Tamiya "è l'unico per lui".
Keigo Tamiya (民也 啓吾?, Tamiya Keigo)
È il ragazzo di Satoru e lo capisce meglio di chiunque altro. È geloso, motivo per il quale non va molto d'accordo con Yuji Sagara, che farà di tutto per dar fastidio alla relazione tra Kiego e Satoru. Con il passare del tempo, nonostante gli equivoci, riuscirà a capire sempre di più Satoru.
Yuji Sagara (相良 雄二?, Sagara Yūji)
Yuji Sagara, soprannominato Yuu-chan da Tono, è nel consiglio studentesco nella stessa scuola di Keigo e Satoru. Lavora duro, è intelligente e preciso, ma nonostante le apparenze, si preoccupa molto della sua famiglia e dei suoi amici. In situazioni romantiche, Yuji diventa timido ed insicuro. Era un amico d'infanzia di Tono prima di trasferirsi. Yuji è stata una delle prime persone a vedere oltre la faccia impassibile di Tono e a capire le sue vere emozioni. Ha provato a rubare Tono a Keigo senza successo. Tamiya e Yuji non vanno molto d'accordo, e quest'ultimo non è arrabbiato con Tono per averlo rifiutato.Yuji è molto duro con il presidente Kagami a causa del suo atteggiamento rilassato, ma lo rispetta per il modo in cui svolge il suo lavoro. Il presidente Kagami si innamora di lui e Yuji è molto confuso a questo proposito.
Takahito Kagami (カガメ 崇人?, Kagame Takahito)
Takahito Kagami è il presidente del consiglio studentesco e proviene da un'antica (ma non più ricca) famiglia. Adora fare battute ed è sempre al centro di gruppi di ragazze. Ha la fama di essere un "giocatore" che non prende sul serio le relazioni. Nonostante il suo atteggiamento rilassato, svolge il suo lavoro di presidente del consiglio studentesco efficientemente e sa essere serio quando serve. Finisce per innamorarsi di Sagara. All'inizio Yuji non è interessato ma Kagami chiarirà le sue intenzioni.

## Media

### Manga
Il manga, scritto e disegnato da Hinako Takanaga, è stato serializzato dal 7 settembre 2004 al 7 settembre 2016 sulla rivista Be x Boy edita da Libre Shuppan. I vari capitoli sono stati raccolti in sei volumi tankōbon pubblicati dal 10 agosto 2006 al 10 gennaio 2017.
In Italia la serie è stata pubblicata da Magic Press dal 31 luglio 2009 al 27 giugno 2019.

#### Volumi
| 1 | 10 agosto 2006 | ISBN 978-4-86263-028-5                                                      | 31 luglio 2009    | ISBN 978-88-7759-297-2 |
| 1 | Capitoli - Un silenzio imbarazzato voice.1 - Un silenzio imbarazzato voice.2 - Un silenzio imbarazzato voice.3 - Un silenzio imbarazzato voice.little |                                                                             |                   |                        |
| 2 | 10 luglio 2008 | ISBN 978-4-86263-429-0                                                      | 28 febbraio 2010  | ISBN 978-88-7759-298-9 |
| 2 | Capitoli - Un silenzio imbarazzato voice.4 - Un silenzio imbarazzato voice.5 - Un silenzio imbarazzato first voice                                    |                                                                             |                   |                        |
| 3 | 10 settembre 2010 | ISBN 978-4-86263-832-8                                                      | 30 settembre 2011 | ISBN 978-88-7759-492-1 |
| 3 | Capitoli - Un silenzio imbarazzato voice.6 - Un silenzio imbarazzato voice.7 - Un silenzio imbarazzato side voice                                     |                                                                             |                   |                        |
| 4 | 9 marzo 2013 | ISBN 978-4-7997-1271-9 (ed. regolare) ISBN 978-4-7997-1272-6 (ed. limitata) | 30 novembre 2013  | ISBN 978-88-7759-730-4 |
| 5 | 10 marzo 2015 | ISBN 978-4-7997-2504-7                                                      | 28 marzo 2019     | ISBN 978-88-6913-297-1 |
| 6 | 10 gennaio 2017 | ISBN 978-4-7997-3194-9                                                      | 27 giugno 2019    | ISBN 978-88-6913-549-1 |